# モルの日
モルの日（モルのひ、英: Mole day）は、化学者や化学を学ぶ学生、化学マニアによって10月23日の午前6:02から午後6:02の間に祝われる非公式の祝日である。米国式の表記では6:02 10/23となる。この時間と日付は、1モル（mole、mol）の物質中の粒子（原子または分子）の数を定義するアボガドロ数（約6.02 × 1023）に由来する。モルは7つのSI基本単位の一つである。

## 概要
モルの日は1980年代初頭のThe Science Teacher誌の記事に起源がある。この記事から着想し、ウィスコンシン州プレーリー・ドゥ・シーンの高校の化学教師Maurice Oehlerが1991年5月15日に全国モルの日財団（National Mole Day Foundation、NMDF）を設立した。
アメリカ合衆国、南アフリカ、オーストラリア、カナダの多くの高校が、生徒に化学に興味を持ってもらうためにモルの日を祝っており、化学あるいはモルに関連した様々な活動が行なわれる。
アメリカ化学会は、10月23日を挟む日曜日から土曜日に開催される全米化学週間を後援している。